# Гомологические ряды в наследственной изменчивости
Гомологические ряды в наследственной изменчивости — понятие, введенное Н. И. Вавиловым при исследовании параллелизмов в явлениях наследственной изменчивости по аналогии с гомологическими рядами органических соединений.
Генетически близкие виды и роды характеризуются сходными рядами наследственной изменчивости с такой правильностью, что, зная ряд форм в пределах одного вида, можно предвидеть нахождение параллельных форм у других видов и родов.
Закономерности в полиморфизме у растений, установленные путём детального изучения изменчивости различных родов и семейств, можно условно до некоторой степени сравнить с гомологическими рядами органической химии, например с углеводородами (CH4, C2H6, C3H8…).

## Описание
Суть явления состоит в том, что при изучении наследственной изменчивости у близких групп растений были обнаружены сходные аллельные формы, которые повторялись у разных видов (например, узлы соломины злаков с антоциановой окраской или без, колосья с остью или без и т. п.). Наличие такой повторяемости давало возможность предсказывать наличие ещё не обнаруженных аллелей, важных с точки зрения селекционной работы. Поиск растений с такими аллелями проводился в экспедициях в предполагаемые центры происхождения культурных растений. Следует помнить, что в те годы искусственная индукция мутагенеза химическими веществами или воздействием ионизирующих излучений ещё не была известна, и поиск необходимых аллелей приходилось производить в природных популяциях.
Дело в том, что в процессе клеточного деления явления, отвечающие за наследственную изменчивость, например, кроссинговер, не происходят полностью случайным образом, а зависят от структуры хромосом, т.е. у гомологичных видов хромосомные перестройки могут совпадать, давая параллелизм форм. Мутагенез с помощью радиации тоже не полностью спонтанен, из-за наличия у организмов системы репарации повреждений генома, а происходит в так называемых горячих точках, которые у гомологичных видов соответствуют друг другу.
Н. И. Вавилов рассматривал сформулированный им закон как вклад в популярные в то время представления о закономерном характере изменчивости, лежащей в основе эволюционного процесса (например, теория номогенеза Л. С. Берга). Он полагал, что закономерно повторяющиеся в разных группах наследственные вариации лежат в основе эволюционных параллелизмов и явления мимикрии.
В 1970—1980-х годах к закону гомологических рядов обратился в своих трудах Медников Б. М., написавший ряд работ, в которых показал, что именно такое объяснение возникновения сходных, часто до мелочей, признаков в родственных таксонах вполне состоятельно.
Родственные таксоны часто имеют родственные генетические последовательности, слабо различающиеся в принципе, а некоторые мутации возникают с большей вероятностью и проявляются в целом сходно у представителей разных, но родственных, таксонов. Как пример приводятся двувариантная фенотипически ярко выраженная мутация строения черепа и организма в целом: акромегалия и акромикрия, за которые отвечает в конечном счете мутация, изменяющая баланс, своевременное «включение» или «выключение» в ходе онтогенеза гормонов соматотропина и гонадотропина.